# ナイジェル・クラフ
ナイジェル・クラフ（英語: Nigel Howard Clough、1966年3月19日 - ）は、イングランド・サンダーランド出身の元サッカー選手で指導者。現役時代のポジションはMF、FW。父親はノッティンガム・フォレストFCを2度の欧州チャンピオンに導いたブライアン・クラフである。現在はマンスフィールド・タウンFCの監督を務めている。

## 経歴
1989年5月23日にチリとの親善試合でイングランド代表デビュー、以降14試合に出場した。グレアム・テイラー監督から出場機会を与えられなかったが、1992年の欧州選手権にも参加した。
プロ入り後の約10シーズンをノッティンガム・フォレストFCで過ごした。通算では400試合に出場、131得点を挙げた。この間に2度のフットボールリーグカップ優勝を果たした。1993-94年シーズンにリヴァプールFC移籍、移籍後しばらくの間、チームの伝統的背番号である7番を背負ってプレーした。シェフィールド・ウェンズデイFCとの開幕戦ではいきなりの2得点を挙げたが、その後はあまり活躍出来ず、1995-96年シーズン途中にマンチェスター・シティFCに移籍した。
1998年10月、バートン・アルビオンFCに選手兼任監督として移籍した。

## タイトル
ノッティンガム・フォレストFC
フットボールリーグカップ : 1988–89, 1989–90